# Leningrad Cowboys
A Leningrad Cowboys finn rockegyüttes, amely leginkább humoros szövegeiről ismert. A zenekar rock'n'rollt, hard rockot, heavy metalt, glam metalt, alternatív, indusztriális és folk metalt játszik.
A zenekar tagjai: Ville Tuomi, Sakke Jarvenpaa, Tume Uusitalo, Verre Vartiainen, Pauli Hauta-Aho, Sami Jarvinen, Timo Tolonen, Okke Komulainen, Pemo Ojala, Pope Puolitaival, Jay Kortehisto, Anna Sainila és Hanna Moisala.

## Története
1986-ban alakultak meg. Az együttes ötlete a Sleepy Sleepers nevű comedy rock zenekar két tagjának, Sakke Jarvenpaa-nak és Mato Valtonennek, illetve Aki Kaurismaki filmrendező fejéből "pattant ki". Eleinte kis klubokban játszottak, és Kaurismaki rövid videóklipeket készített, amelyekből 1989-ben film is készült, "Leningrad Cowboys Go America" címmel, amely a magyar fordításban a Leningrad Cowboys menni Amerika címet kapta. Ebben a filmben még Sleepy Sleepers-ként szerepeltek a zenekar tagjai, csak a film után váltak igazi együttessé. Jellemző rájuk az ismert előadók/együttesek dalainak feldolgozása.

## Diszkográfia
- 1917-1987 (1987)
- We Cum from Brooklyn (1992)
- Happy Together (1994)
- Go Space (1996)
- Mongolian Barbeque (1997)
- Terzo Mondo (2000)
- Zombies Paradise (2006)
- Buena Vodka Social Club (2011)
- Merry Christmas (2013)

## Egyéb kiadványok

### Koncertalbumok
- Live in Prowinzz (1992)
- Total Balalaika Show - Helsinki Concert (1993)
- Nokia Balalaika Show (1995)
- Global Balalaika Show (2003)

### Válogatáslemezek
- Thank You Very Many - Greatest Hits and Rarities (1999)
- Leningrad Cowboys Go Wild (2000)
- Those Were the Days - The Best of Leningrad Cowboys (2009)
- Those Were the Hits (2014)

### EP-k
- Nokia Balalaika Show (1994)
- Vodka (1995)
- Mongolian Barbeque (1997)
- 008 Villain Club by Swatch (2008)